# Дяковські
Дяковські гербу власного (пол. Dyakowski) — шляхетський рід.

## Походження
Згідно родоводу складеного в 1696 р. протопластом роду був вихідець з Угорського королівства Сенько Козлевський, який служив поручником гусарської хоругви на боці короля Владислава III. Разом з королем загинув в битві під Варною. 
Сенько мав сестру, а також чотирьох синів. Від трьох з них пішов рід Дяковських, які взяли прізвище від наданої їм маєтності Дяківці в Брацлавському воєводстві.

## Відомі представники
- Василь Дяковський[pl] (сер. XVII ст.—до 1704) — грабовецький войський, а пізніше гродський писар.[3]
- Миколай Дяковський[pl] (сер. XVII ст.—після 1722) — летичівський підстолій.